# Hylobates moloch
Hylobates moloch hay vượn bạc là một loài động vật có vú trong họ Hylobatidae, bộ Linh trưởng. Loài này được Audebert mô tả năm 1798.

## Hình ảnh

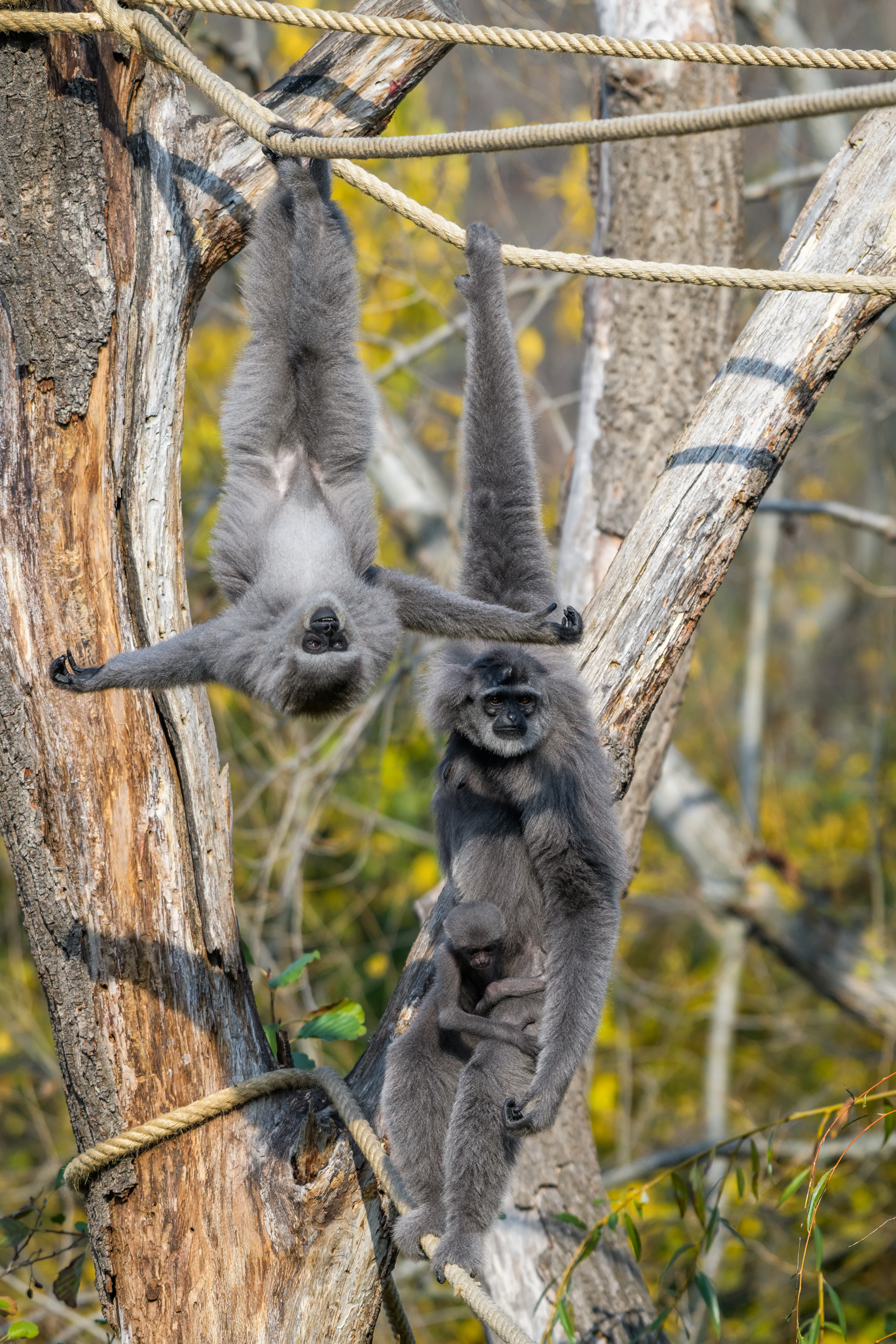
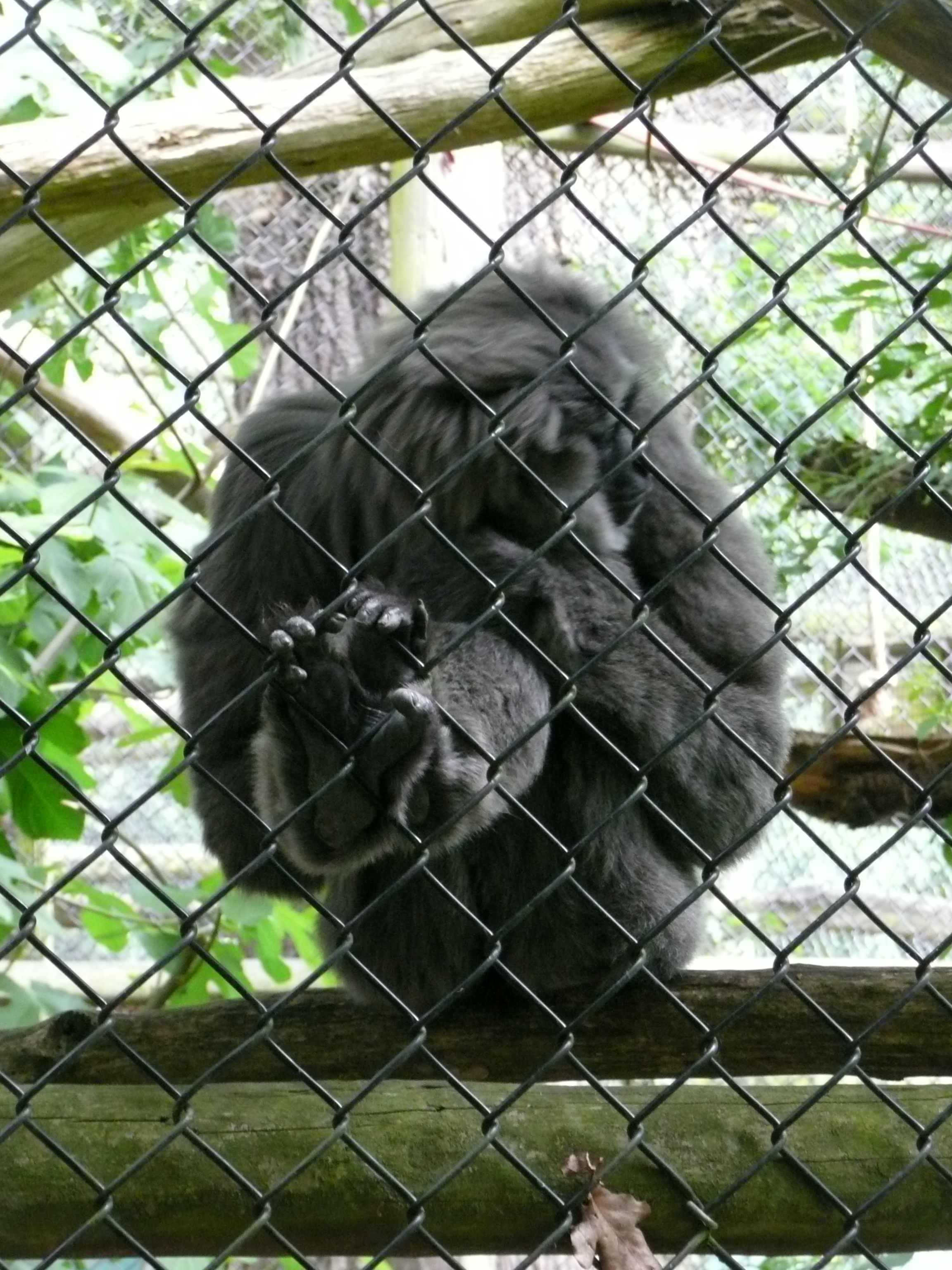
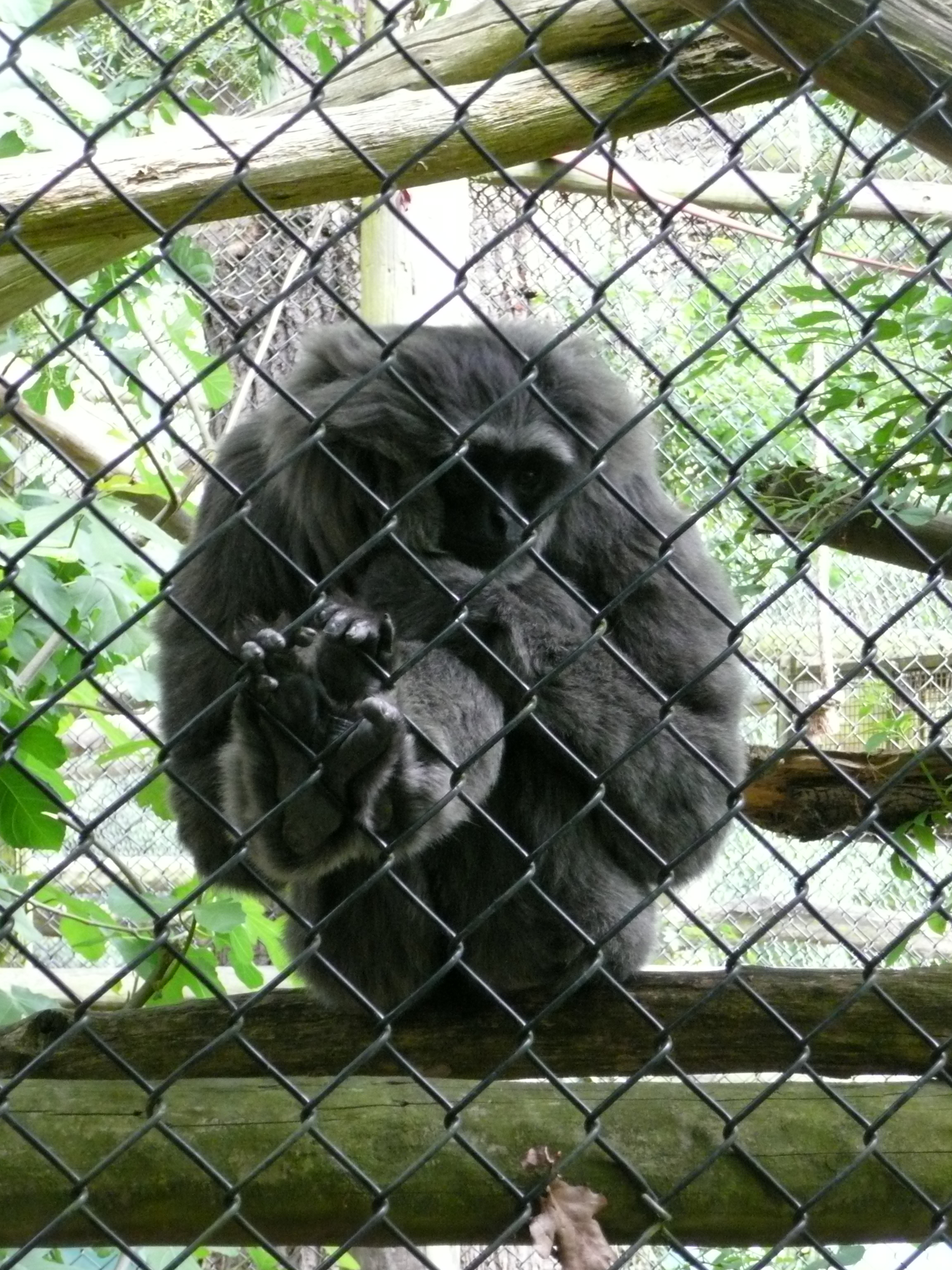